# Conotrachelus variolosus
Conotrachelus variolosus – gatunek chrząszcza z rodziny ryjkowcowatych.

## Zasięg występowania
Ameryka Południowa, występuje w Argentynie.

## Budowa ciała
Ciało nieco wydłużone. Przednia krawędź pokryw nieznacznie szersza od przedplecza. Na ich powierzchni niewyraźne podłużne żeberkowanie oraz wyraźne, gęste, grube punktowanie. Przedplecze okrągłe w zarysie w tylnej części, z przodu nieznacznie zwężone, dość gęsto punktowane na całej powierzchni.
Ubarwienie całego ciała czarne, świecące z gęstymi kępkami kremowobiałych włosków w tylnej części pokryw.